# Gi (kejsarinna)
Gi, född 1315, död 1370, var en kinesisk kejsarinna, gift med Toghon Temür. Hennes make var ointresserad av statens affärer och lät henne regera som de facto regent. Hon har utpekats för att gynna sin släkt genom nepotism och för att ha försökt få sin son Ayushiridara utsedd till tronföljare. 

## Biografi
Gi var född i en koreansk aristokratisk familj som dotter till byråkraten Gi Ja-oh. Hon ingick år 1333 i den grupp flickor som vart tredje år sändes som tribut av lydstaten Korea till kejsaren som konkubiner. Toghon Temür blev förälskad i henne och hon fick inflytande som hans favorit. När kejsarinnan Danashri avsattes 1335 försökte kejsaren utse Gi till gemål av andra rangen, men lyckades inte eftersom hustrur av den rangen måste vara mongoler.

### Kejsarinna
1339 födde hon en son, och 1340 fick hon titeln som kejsarinna av andra rang, efter huvud-kejsarinnan Bayan Khutugh. Som kejsarens favorithustru utövade hon ett allt större inflytande. Kejsaren hade vid denna tid börjat förlora intresset för politiken, och överlät åt henne att sköta statens affärer åt honom. Hon arbetade för att kejsaren skulle utse hennes son till tronarvinge, vilket lyckades 1353. När hon med hjälp av sin agent, eunucken Park Bul-hwa, försökte få kejsaren att abdikera till förmån för hennes son kronprinsen, uppstod en spricka i kejsarens förtroende för henne, vilket underminerade hennes position.
Gi fick inflytande inte endast över Kina utan även över Korea. Korea var Kinas lydstat, och Gi genomdrev att hennes bror Gi Cheol utsågs till Kinas kommendant i Korea. Detta gjorde honom till Koreas de facto regent, och henne till Koreas härskare genom honom. Hon visade som sådan ett stort intresse för Koreas affärer. När hennes bror hotade Koreas kung Gongmin av Goryeo lät han dock 1356 utplåna familjen Gi i Korea, och gjorde Korea självständigt från Kina.
Gis ambitioner att få kejsaren att abdikera för hennes son gjorde att landets stabilitet splittrades mellan kronprinsens anhängare och motståndare. Opositionsledaren Bolud Temür ledde ett uppror som 1364 slutligen anföll och ockuperade huvudstaden. Hennes son flydde till Köke Temür, medan Gi hamnade i fångenskap. Hon befriades när sonens anhängare Köke Temür undsatte och befriade huvudstaden 1365. Hon försökte då utan framgång få Köke Temürs stöd att uppsätta sin son på tronen. När hennes med-kejsarinna Bayan Khutugh avled i december 1365 blev hon kejsarinna av första rang och den enda kejsarinnan.
1368 kollapsade Yuandynastin kontroll över Kina och hon flydde med make och son till den mongoliska delen av riket i Yingchang i Mongoliet. Hennes make avled 1370, och hennes son efterträdde honom då som khan i den del av Yuandynastins rike som återstod, i Mongoliet. Hon fick då titeln storkejsarinna.